# Brzeźno
Brzeźno [pronunciación en polaco: /ˈbʐɛʑnɔ/] es un asentamiento ubicado en el distrito administrativo de Gmina Morzeszczyn, dentro del Condado de Tczew, Voivodato de Pomerania, en Polonia del norte. Se encuentra aproximadamente a 7 kilómetros al oeste de Morzeszczyn, a 29 kilómetros al sur de Tczew, y a 57 kilómetros al sur de la capital regional Gdańsk.